# Джак Изкормвача
Под името Джак Изкормвача (на английски: Jack the Ripper) се назовава сериен убиец с неустановена самоличност, действал в района на Уайтчапъл и други близки на него бедни райони на Лондон през втората половина на 1888 г. Името Джак Изкормвача (Jack the Ripper) идва от писмо, известно като „Скъпи шефе“ (Dear Boss), изпратено в Централната новинарска агенция и твърдящо, че е от самия убиец, подписано „Джак Изкормвача“. След като писмото е публикувано, името добива популярност. Повечето експерти считат, че писмото е фалшификация и написано от журналисти, за да поддържат интереса към тези случаи. Полицията всъщност получава още много писма след това, като едно от тях, кръстено „От ада“ (From Hell), е придружено от половин бъбрек, взет от Мери Кели и подписано „хвани ме, когато можеш“. Други псевдоними, с които е известен, са „Убиецът от Уайтчапъл“ и „Кожената престилка“. Макар да не е първият сериен убиец, той е първият, който получава такава медийна популярност.
Въпреки че има много различни теории (над 100) за самоличността на този сериен убиец, никой не знае със сигурност кой е бил Джак Изкормвача. Неговите жертви са проститутки, повечето на средна възраст, гърлото им е прерязано и вътрешностите извадени, като много често има и мутиляция на половите органи. Броят на жертвите също е спорен. Първите пет се считат класически. Има и теории, които твърдят, че става въпрос за 2 или 3 различни убийци. Тъй като тези убийства остават неразгадани, се ражда легендата за Джак Изкормвача и колкото повече време минава, толкова по-голяма става вероятността те да останат загадка завинаги. Легендата за убиеца от Уайтчапъл става постепенно сложна смесица от исторически разследвания и народни предания.

## Историческа обстановка
В средата на 19 век Англия преживява наплив на ирландски имигранти, които увеличават населението на големите градове, включително източния край на Лондон. От 1882 година еврейски бежанци от Източна Европа и царска Русия се местят в същата географска област. Енорията на Уайтчапъл в Източен Лондон става все по-пренаселена. В резултат работните и битовите условия се влошават значително и се появява нова икономически нискостояща подкласа, описвана като „сладострастни и мързеливи, без работа, без образование и без бъдеще“.
Грабежите, насилието и алкохолизмът стават често срещани явления, а ендемичната бедност тласка много жени към проституция като крайна мярка за оцеляване. През октомври 1888 г. столичната полиция на Лондон изчислява, че Уайтчапъл има 1200 проститутки и около 62 публични домове. Упадъкът на икономиката и битовите проблеми са придружени от постоянно нарастване на социалното напрежение. Това води до различни промени и тенденции. Между 1886 и 1889 година честите демонстрации, като например тази от 13 ноември 1887 г. (известна исторически като Кървавата неделя) довеждат до намесата на полицията и по-нататъшни засилени обществени вълнения в общия климат на недоволство. Расизмът, престъпността, социалните вълнения и истинската мизерия дават повод за обществена нагласа, че Уайтчапъл е всеизвестен вертеп на неморалността. През 1888 г. тези нагласи и възприятия са укрепени, когато поредица от гротескни, извратени и жестоки убийства, приписвани на Джак Изкормвача, получават безпрецедентно дотогава покриване в медиите.

## Хронология на убийствата
Общият брой и имената на всички жертви на Джак Изкормвача са много спорни и предмет на дебати, като варират между 4 и 15. Единадесет отделни убийства в периода от 3 април 1888 г. до 13 февруари 1891 г. са включени в разследването на Лондонската полиция и описани като „Убийствата в Уайтчапъл“. Мненията варират в зависимост от това дали тези убийства трябва да бъдат свързани с един и същ виновник, но пет от тях се считат канонични, а именно тези на Мери Ан Никълс, Ани Чапман, Елизабет Страйд, Катрин Едоус и Мери Джейн Кели. Всички те са извършени през 1888 г. в Източен Лондон. Сведенията са взети от записките на сър Мелвил Макматън от 1894 година, които излизат на показ едва през 1959 г.
Повечето експерти сочат дълбоките прорезни рани на гърлото, осакатяванията в коремната област и гениталната зона, премахването на вътрешните органи и прогресивните лицеви осакатявания като отличителните черти на работата на Джак Изкормвача. Първите два случая, тези на Ема Елизабет Смит и Марта Тейбрам, не са включени в петте канонични убийства.
Смит е ограбена и сексуално насилена на улица Озбърн, в Уайтчапъл, на 3 април 1888 г. Тъп предмет е поставен във вагината, който разкъсва перитонеума. Тя развива перитонит и умира на следващия ден в лондонска болница. Тя казва, че е нападната от двама или трима мъже, единият от които тийнейджър. Нападението е свързано с по-късните убийства от пресата, но повечето автори заключават, че това е организирана престъпност, несвързана с Изкормвача.
Тейбрам е убита на 7 август 1888 г. като претърпява 39 прободни рани. Жестокостта на убийството, липсата на очевиден мотив, както и близостта на местоположението (Джордж Ярд, Уайтчапъл) и датата на по-късните убийства на Изкормвача кара полицията да ги свърже. Въпреки това, нападението се различава от каноничните убийства по това, че Тейбрам е намушкана, а няма прорезна рана в гърлото и корема. Много експерти днес не го свързват с по-късните убийства поради тези разлики.

## Петте канонични убийства
Каноничните пет жертви на Изкормвача са Мери Ан Никълс, Ани Чапман, Елизабет Страйд, Екатерина Едоус и Мери Джейн Кели. Тялото на Никълс е открито около 3:40 ч., в петък на 31 август 1888 г. в Уайтчапъл. Гърлото е прерязано дълбоко с две рани, и долната част на корема е частично разпорен от дълбока, назъбена рана. Няколко други разрези на корема са причинени от същия нож.
Тялото на Чапман е открито в 6:00 часа сутринта, в събота на 8 септември 1888 г. в близост до врата в задния двор на улица Хенбъри 29, Спайтълфийлдс. Както и в случая с Мери Ан Никълс, гърлото е прерязано два пъти. Kоремната кухина е напълно отворена и по-късно е установено, че липсва матката. По време на следствието един свидетел описва среща на Чапман около 05:30 ч. с тъмнокос мъж с вид на „изтъркан буржоа“.
Страйд и Едоус са убити в ранните сутрешни часове, в неделя, на 30 септември 1888 година. Тялото на Страйд е открито около 1 часа сутринта в Уайтчапъл. Причината за смъртта е ясно обособен разрез, който прекъсва главната артерия от лявата страна на шията. Несигурността дали това убийство е дело на Изкормвача или не, или дали той е бил прекъснат по време на нападението, произтича от липсата на осакатявания на корема. Свидетелите, които смятат, че са видели Страйд с човек по-рано тази нощ дават различни описания: някои казват, че нейният спътник е светлокос, други че е тъмнокос; някои казват, че е зле облечен, докато други твърдят, че е добре облечен. Тялото на Едоус е открито 45 минути след това на Страйд. Гърлото е прерязано, а коремът е разпран с дълга, дълбока назъбена рана. Левият бъбрек и основната част на матката са премахнати. Местен жител преминава през площада с двама приятели, малко преди убийството и той описва русокос мъж с опърпан вид с жена, която може би е Едоус. Приятелите му обаче не са в състояние да потвърдят това описание. Убийствата на Едоус и Страйд са наречени по-късно „двойно събитие“.
Обезобразено и осакатено, тялото на Кели е открито да лежи в легло в единична стая, където тя е живяла в Спайтълфийлдс в 10:45 ч., в петък на 9 ноември 1888 г. Гърлото е прерязано до гръбначния стълб и корема почти изпразнен от неговите органи. Сърцето е в неизвестност.
Петте канонични убийства са извършени през нощта, по време на или много близко до уикенд и в края на месец или седмица. Осакатяванията стават все по-тежки с всяко следващо убийство, с изключение на това на Страйд, защото се счита, че убиецът е бил прекъснат, било му е попречено. При Никълс не липсват органи; при Чапман е взета матката; при Едоус матката и един бъбрек се отстранени и лицето осакатено; Кели е напълно изкормена и лицето обезобразено, като сърцето липсва от местопрестъплението.

## Разследване

### Писмата
По време на разследването на убийствата на Изкормвача, вестници, полицията и представители на други организации получават хиляди писма, които по един или друг начин имат отношение по делото. Понякога те съдържат добре обмислен начин за залавяне на убиеца, но повечето от тях са неприложими.
От гледна точка на разследването, много по-интересни са стотиците писма, които, както те самите твърдят, са написани от убиеца. Полицията счита, че те са измислица и оригинални писма от Джак Изкормвача не съществуват, но въпреки това интерес представляват три от тях въз основа на своята уникалност:
- „Скъпи шефе“ (Dear Boss), от 25 септември, щамповано 27 септември 1888 г. и получено в Централната телеграфна агенция, доставен на Скотланд Ярд на 29 септември. Първоначално то е признато за фалшиво, но когато три дни от датата на пощенското клеймо Едоус е намерена с частично отрязано ухо, това привлича вниманието на полицията поради съдържащото се в писмото обещание да отреже ушите на жена. Полицията публикува писмото на 1 октомври с надеждата, че някой ще бъде в състояние да разпознае почерка, но това не води до никакви резултати. Името „Джак Изкормвача“ се споменава за първи път в това писмо и след публикуването му се прочува в целия свят с него, много следващи писма от „Джак Изкормвача“ копират на стила на това писмо. След убийствата полицията заявява, че писмото е измислица на местен журналист[24].
- Пощенска картичка „Дръзкият Джаки“ (Saucy Jacky), с печат 1 октомври 1888 г. изпратена до Централната телеграфна агенция. Написана е от ръката, която написва писмото „Скъпи шефе“ тъй като почерците са идентични. В нея се споменава, че са убити две жертви – Страйд и Едоус – една след друга: „двойно събитие“ (на английски: „double event this time“). Това доказва, че картичката е изпратена преди убийствата да станат известни на някого, т.е. някой, който наистина е знаел за тях (въпреки че пощенското клеймо на плика е един ден след престъплението). Полицията по-късно заявява, че самоличността на журналиста, който е написал пощенската картичка и писмото „Скъпи шефе“ е установена.[25]
- „От ада“ (From Hell) е щамповано 15 октомври, получено от Джордж Лъск от комитета за бдителност в Уайтчапъл на 16 октомври 1888 година. След като отваря малка кутия, Лъск намира половин човешки бъбрек (според по-късно заключение на медицински експерт съхраняван в етанол). Един бъбрек е взет от убиеца на Едоус. В писмото се отбелязва, че втората половина на бъбрека изпържва и изяжда.
- „Опъншау“ (Openshaw) – писмо, изпратено до доктор Томас Опъншау, който изследва намерения бъбрек на Едоус.

Въпреки това, по отношение на бъбреците, има несъгласие между експертите, някои твърдят, че принадлежи на Едоус, докато други твърдят, че това е „една мрачна шега и нищо повече..
Анализ на ДНК може да даде резултати, които да хвърлят светлина върху обстоятелствата по делото. Австралийският професор по молекулярна биология Иян Финли след проучване на останките от ДНК, идва до заключението, че авторът на писмото, най-вероятно, е бил жена. Заслужава да се отбележи, че в края на XIX век сред кандидатите за ролята на Джак Изкормвача е била сочена Мери Пирси (Mary Pearcey), обесена за убийството на жената на любовника си в 1890 г.

### Заподозрени
Концентрацията на убийствата през уикенда и в рамките на няколко близки улици се сочи от мнозина като доказателство за това, че Изкормвача работи по време на седмицата и живее в този квартал. Други са на мнение, че убиецът е образован мъж от висока класа, вероятно лекар или аристократ, който избира Уайтчапъл за място на своите престъпления, защото вижда повече възможности. Такива теории са базирани по-скоро на културни възприятия, като например страх от медицинската професия, недоверие към съвременната наука и експлоатацията на бедните от богатите.
Някои заподозрени са предложени години след убийствата. Те включват буквално всички, дори и най-незначително свързаните със случая, както и много известни имена, които никога не са били включени в полицейското разследване. Тъй като всички живи по онова време сега са мъртви, съвременните автори имат свободата да обвиняват когото намерят за добре, без да представят каквито и да са исторически доказателства. При някои заподозрени има само косвени доказателства.
Въпреки многобройните и разнообразни теории за идентичността и професията на Джак Изкормвача, властите нямат единно мнение и решение по въпроса, а броят на заподозрените достига до над сто.  Легендите около Изкормвача са комбинация от исторически изследвания, конспиративни теории и фолклор. Липсата на достатъчно информация за самоличността на убиеца позволява на писатели, историци и аматьори детективи да обвинят много хора в действията на Джак Изкормвача.
Един пример на такава конспирация е легендата, че Джак Изкормвача е внукът на кралица Виктория – принц Албърт Виктор Кристиан Едуард, племенник на принц Албърт Сакс-Кобург-Готски, трети братовчед на българския цар Борис III., който в деня на третото и четвърто убийство в действителност е в Шотландия, а по време на други убийства е извън Лондон.
Много съвременни учени са склонни да вярват, че под името на Джак Изкормвача се крие душевноболният евреин Арън Козмински, но други са на мнение, че той е само подражател и имитатор на Изкормвача.
Има изследователи, които смятат, че Джак Изкормвача е Карл Файгенбаум – германец, екзекутиран на електрическия стол за убийство.
През 2012 година излиза становището, че убиецът е могъл да бъде жена, което се потвърждава от ДНК анализа на писмата. Една от заподозрените е Елизабет Уилямс, бездетна жена на кралски лекар, който има връзка с една от жертвите. Друга вероятност е Мери Пирси, обесена за убийството на жената на любовника си в 1890 г.